# Heliga Guds moderns av Kazan rysk-ortodoxa kyrka, Västerås
Heliga Guds moderns av Kazan rysk-ortodoxa kyrka är en rysk-ortodox kyrkobyggnad belägen i Västerås i Västmanland, vars församling tillhör Rysk-ortodoxa kyrkan i Sverige (Moskvapatriarkatet).
Kyrkan, som ligger 600 meter från Västerås flygplats, är finansierad av det ryska statliga atomkraftsbolaget Rosatom.

## Historik
Kyrkan invigdes år 2023.

## Bilder

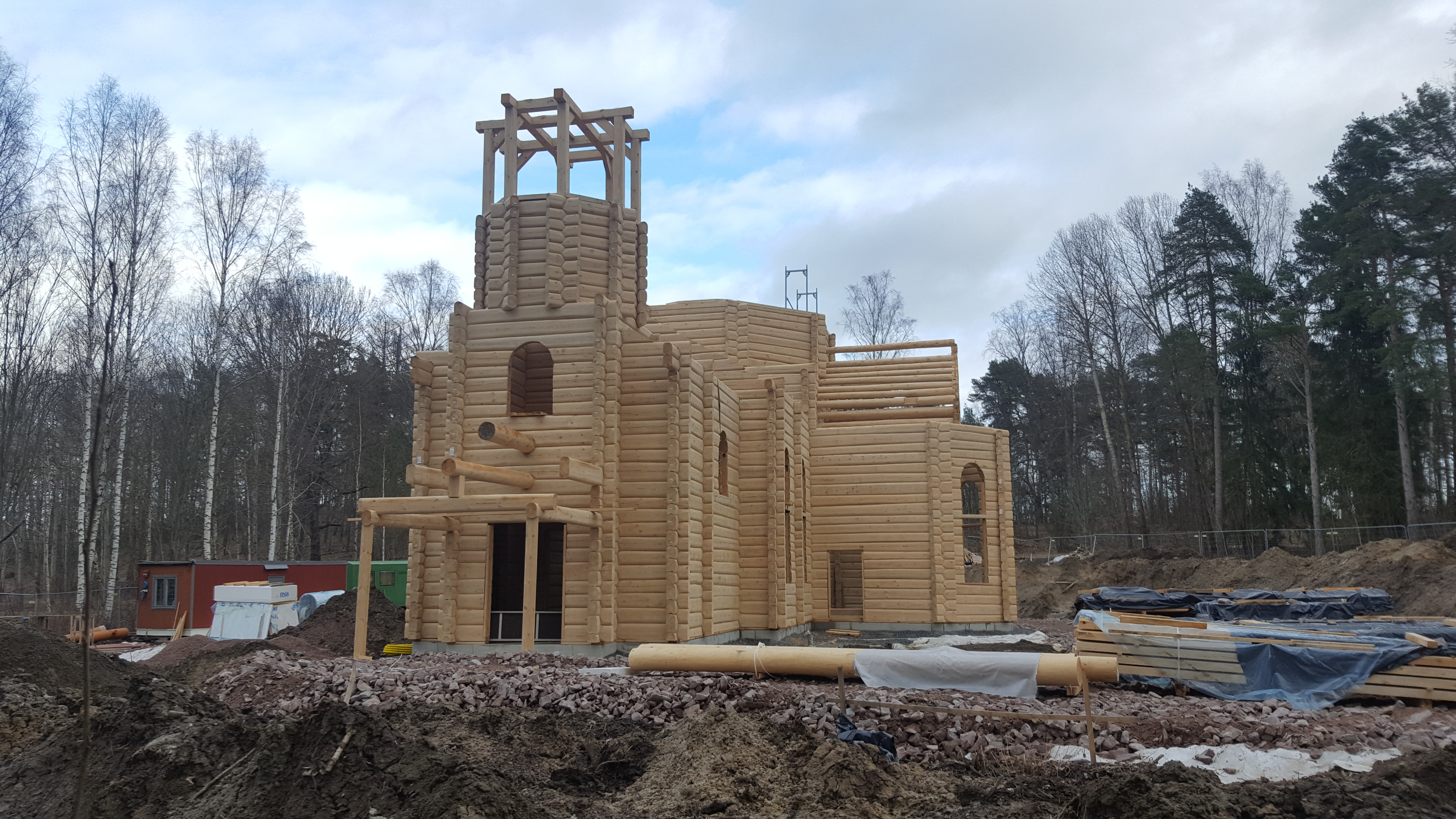
Kyrkan under uppbyggnade (mars 2019).